# Sweet Talk
A Sweet Talk Hien vietnámi származású magyar énekesnő második stúdióalbuma. Az album 11 teljesen új angol nyelvű dalt tartalmaz, amelyeknek a zenéjét az énekesnő szerezte. 2013. április 10-én egy nagyszabású élő koncertshow keretében mutatta be az új lemezét.

## Az album dalai
1. Blue Sky /Hien-Johnny K. Palmer/
2. Who Matters /Hien-Király Viktor/
3. I Want It All /Hien, Diaz Beats-Johnny K. Palmer/
4. Show Me /Hien, Gitano-/Johnny K. Palmer
5. Believe In Us /Hien-Johnny K. Palmer/
6. Sweet Talk /Hien-Johnny K. Palmer/
7. No More /Hien-Johnny K. Palmer/
8. Let Me Go Now /Hien-Johnny K. Palmer/
9. Not Livin' In Yesterday /Hien– Johnny K. Palmer/
10. Find My Way /Hien, Diaz Beats–Johnny K. Palmer/
11. Just Fine /Hien, Diaz Beats-Johnny K. Palmer/